# Adlai Stevenson
Adlai Stevenson (n. 5 februarie 1900, Los Angeles, California, SUA - d. 14 iulie 1965, Londra, Anglia) a fost un politician american. 
În Al Doilea Război Mondial a fost adjunct în Statul-Major al Marinei (1941-1944) și secretar de stat în 1945.
A fost guvernator al statului Illinois, candidat al Partidului Democrat la alegerile pentru postul de Președinte al Statelor Unite ale Americii în 1953 și 1956, fiind învins de fiecare dată de Dwight D. Eisenhower. Din 1961 a fost ambasador la Națiunile Unite.